# Епархия Синьчжу
Епархия Синьчжу (лат. Dioecesis Hsinchuensis) — епархия Римско-Католической Церкви с центром в городе Синьчжу, Китайская Республика. Епархия Синьчжу входит в митрополию Тайбэя. Кафедральным собором епархии Синьчжу является церковь Непорочного Сердца Пресвятой Девы Марии в городе Синьчжу.

## История
21 марта 1961 года Римский папа Иоанн XXIII издал буллу "In Taipehensi", которой учредил епархию Синьчжу, выделив её из архиепархии Тайбэя.

## Ординарии епархии
- епископ Пётр Баоцзынь Доу (21.03.1961 — 29.06.1983);
- епископ Лука Лю Сяньдан (29.06.1983 — 4.12.2004);
- епископ Иаков Лю Даньгуй (4.12.2004 — 30.05.2005);
- епископ Иоанн Батист Ли Кэмянь (6.04.2006 — по настоящее время).

## Источник
- Annuario Pontificio, Libreria Editrice Vaticana, Città del Vaticano, 2003, ISBN 88-209-7422-3
- Булла In Taipehensi, AAS 53 (1961), стр. 655  (лат.)